# Prêmio Grampo
Prêmio Grampo de Grandes HQs (Prix Grampo pour les grandes BDs), également simplement appelé Prêmio Grampo, est un prix brésilienne visant à choisir les meilleures bandes dessinées et romans graphiques publiés chaque année au Brésil. Considéré comme l'un des prix les plus importants du marché brésilien de la BD, il a été créé par le journaliste Ramon Vitral et l'éditeur Lielson Zeni en 2015 (le premier prix ayant lieu au début de l'année suivante), et a pour professeur et traductrice Maria Clara Carneiro dans l'organisation depuis la deuxième édition. L'inspiration pour le prix était les listes "Meilleurs de l'année" faites chaque année par le journaliste Télio Navega sur son blog Gibizada (qui s'est terminé en 2015) sur la base des classements établis par des personnes liées à la scène de la bande dessinée brésilienne,,.
Les trois premières places (classées respectivement Or, Argent et Bronze) sont choisies parmi une sélection de toutes les bandes dessinées lancées au Brésil sur la base de listes individuelles de 10 titres par ordre de préférence préparées par 20 juges invités (généralement des dessinateurs de bande dessinée, des éditeurs, des journalistes, des chercheurs et des entrepreneurs liés au marché brésilien de la bande dessinée),,.
Toutes les bandes dessinées publiées au Brésil, qu'elles soient nationales ou étrangères, indépendantes ou par une maison d'édition, sont éligibles pour le prix. La seule exigence est qu'ils soient jusqu'à présent inédits dans le pays (les republications sont autorisées tant qu'ils sont dans un nouveau format ou une traduction). Le résultat est publié au début de chaque année, en référence aux publications lancées entre le 1er janvier et le 31 décembre de l'année précédente. En plus des résultats des trois œuvres les mieux classées, le "top 20" et le classement individuel de chaque juge sont également présentés,.

## Lauréats
2016
- Or: Aventuras na Ilha do Tesouro de Pedro Cobiaco	(Mino)
- Argent: Talco de Vidro de Marcello Quintanilha (Veneta)
- Bronze: Dupin de Leandro Melite (Zarabatana)

2017
- Or: Bulldogma de Wagner Willian (Veneta)
- Argent: Você é um Babaca, Bernardo de Alexandre S. Lourenço (Mino)
- Bronze: Desconstruindo Una (Becoming Unbecoming) de Una, traduit par Carol Christo (Nemo)

2018
- Or: Angola Janga - Uma História de Palmares de Marcelo D'Salete (Veneta)
- Argent: Aqui (Here) de Richard McGuire, traduit par Érico Assis (Cia das Letras)
- Bronze: Mensur de Rafael Coutinho (Cia das Letras)

2019
- Or: Ayako de Osamu Tezuka, traduit par Marcelo Yamashita Salles et Esther Sumi (Veneta)
- Argent: A Arte de Charlie Chan Hock Chye (The Art of Charlie Chan Hock Chye) de Sonny Liew, traduit par Maria Clara Carneiro (Pipoca & Nanquim)
- Bronze: Eles Estão por Aí de Bianca Pinheiro et Greg Stella (Todavia)

2020
- Or: Minha Coisa Favorita É Monstro (My Favorite Thing Is Monsters) de Emil Ferris, traduit par Érico Assis (Companhia das Letras)
- Argent: Luzes de Niterói de Marcello Quintanilha (Veneta)
- Bronze: Intrusos (Killing and Dying) de Adrian Tomine, traduit par Érico Assis (Nemo)

2021
- Or: Sabrina de Nick Drnaso, traduit par Érico Assis (Veneta)
- Argent: A Solidão de um Quadrinho Sem Fim (The Loneliness of the Long-Distance Cartoonist) de Adrian Tomine, traduit par Érico Assis (Nemo)
- Bronze: Mau Caminho (Bad Gateway) de Simon Hanselmann, traduit par Diego Gerlach (Veneta)

2022
- Or: Escuta, Formosa Márcia de Marcello Quintanilha (Veneta)
- Argent: Manual do Minotauro de Laerte Coutinho (Companhia das Letras)
- Bronze: Carniça e a Blindagem Mística - Parte 2: A Tutela do Oculto de Shiko (indépendant)